# Leabhar na Laigineach
El Leabhar na Laigineach (gaèlic: Llibre de Leinster) és una de les peces fonamentals de la literatura irlandesa antiga.
Fou compilat el 1150 i comprèn el Leabhar na Nuachongbala (Llibre de Noughval), recollit el 1124 per Aed na Crimthind. Conté el Dinnsenchus, i el Cat Ruis na Rig de Mesca Ulad. Fa referència al feirlire del monestir de Tallaght, Oengus Mac Óengobann Ua Oibcéin (fl. 828-833) i al fundador del monestir, Maél Ruain (m. 792).
L'original es troba actualment al Trinity College de Dublín.

## Data i origen
El manuscrit és un treball compost i sembla que més d'una mà en va ser la responsable. El compilador i l'escriba principal fou molt probablement Áed Ua Crimthainn, abat del monestir de Tír Dhá Ghlas de Shannon (en anglès Terryglass), del comtat de Tipperary, l'últim que va ocupar aquest càrrec que se'n tingui registre. Les proves internes del manuscrit donen testimoni de la implicació d'Áed. La seva signatura es pot llegir a f. 32r: Aed mac meic Crimthaind ro scrib in leborso 7 ra thinoil a llebraib imdaib ("Áed Húa Crimthaind escrigué aquest llibre i el va extreure de molts altres llibres"). En una lletra copiada per una mà posterior en un marge inferior, el bisbe de Kildare, Finn mac Gormáin (mort el 1160), es dirigeix com un home d'aprenentatge (fer léiginn) del rei suprem de Leth Moga, successor de Colum mac Crimthainn, i el principal erudit (prímsenchaid) de Leinster. Una teoria alternativa és la d'Eugene O'Curry, que va suggerir que Finn mac Gormáin havia compilat i transcrit el Llibre de Leinster per a Áed.
Aéd i alguns dels seus alumnes elaboraren el manuscrit durant un llarg període, entre els anys 1151 i 1224. A partir dels annals registrats en el manuscrit podem dir que l'escrigueren entre 1151 i 1201, amb la major part de la feina probablement completada la dècada de 1160. Com que el monestir de Tír Dhá Ghlas s'incendià el 1164, el manuscrit es degué d'acabar en un altre scriptorium. Entre els llocs suggerits hi ha Stradbally i Clonenagh (ambdós situats al comtat de Laois), la casa d'Uí Chrimthainn (vegeu més endavant).
Eugene O'Curry suggerí que el manuscrit podria haver estat un encàrrec de Diarmait mac Murchada (mort el 1171), rei de Leinster, que tenia un baluard (dún) a Dún Másc, a prop d'Oughaval (An Nuachongbáil). Dún Másc passà de mans de Diarmait mac Murchada a les de Strongbow, i d'aquest a la seva filla Isabel. Posteriorment d'Isabel passà a ser propietat del mariscal del comtat de Pembroke, i d'aquí a algunes generacions de la seva línia. Quan Meiler fitz Henry establí un priorat agustí al comtat de Laois, Oughaval s'inclogué en les terres concedides al priorat.

## Història

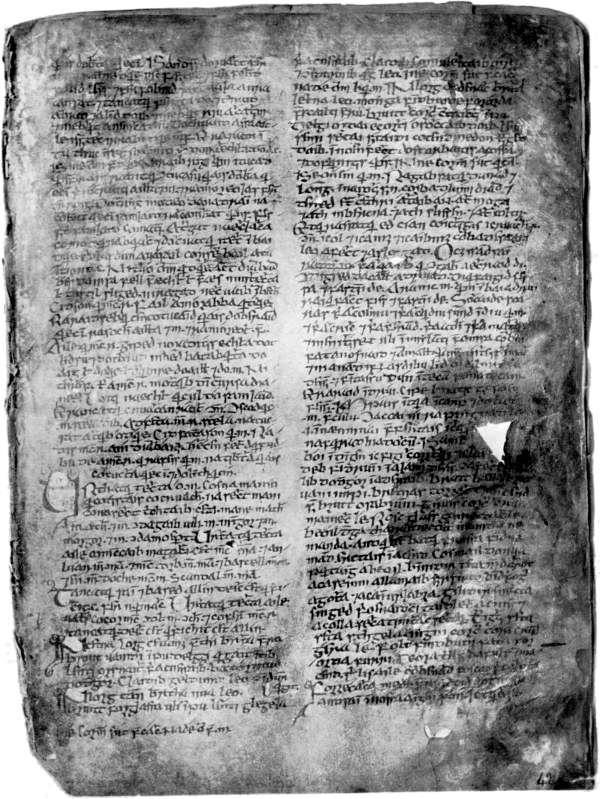
Una de les pàgines del Llibre de Leinster

Es desconeix el periple del manuscrit durant el segle següent a la seva finalització. Tanmateix al segle xiv apareix a Oughaval. Es creu que l'havien mantingut arxivat a la vicaria durant tot aquell temps.
El Llibre de Leinster deu el seu nom actual a John O'Donovan (mort el 1861), que el va imaginar per les fortes associacions del seu contingut textual amb la província de Leinster, i a Robert Atkinson, que el va adoptar quan publicà el document en una edició facsímil litografiada.
Tanmateix, avui en dia s'accepta comunament que es coneixia el manuscrit originàriament amb el nom de Lebor na Nuachongbála, que vol dir en gaèlic el Llibre de Noghoval, ara Oughaval (comtat de Laois), prop de Stradbally. Fou l'erudit irlandès R. I. Best qui observà que diversos passatges del Llibre de Leinster se citen en un manuscrit del segle xvii escrit per l'historiador James Ware (mort el 1666), que es troba conservat a la Biblioteca britànica (Add. MS 4821). Aquests extractes s'atribueixen al Llibre de Noghoval i s'escrigueren en un moment en què Ware es quedà a Ballina (comtat de Kildare) gaudint de l'hospitalitat de Rory O'Moore. La seva família, els O'Moore (Ó Mhorda), havien estat senyors de Noghoval des de principis del segle xv, si no abans, i probablement amb la seva ajuda va obtenir accés al manuscrit. Se suggereix la identificació amb el manuscrit conegut avui com el Llibre de Leinster per la connexió de la família de Rory amb els Uí Chrimthainn, de Tír Dhá Ghlas: el seu avi tenia una hisenda a Clonenagh, la llar d'Uí Chrimthainn.
El suggeriment de Best el corroboren els estudis de la Royal Irish Academy de Dublín (MS B. iv. 2), també de principis del segle xvii. Com va assenyalar Rudolf Thurneysen, l'escriba copià diversos textos del Llibre de Leinster, identificant la seva font com Leabhar na h-Uachongbála, presumiblement per Leabhar na Nuachongbála (Llibre de Noughaval). En tercer lloc, al segle xiv, el Llibre de Leinster estava situat a Stradbally (Co. Laois), el lloc d'un monestir conegut originàriament com a Nuachongbáil 'del nou assentament' (Noughaval) i més tard com Oughaval.

## Contingut
El manuscrit té 187 fulls, aproximadament de 33 cm per 23 cm. Una nota al manuscrit suggereix que s'han perdut fins a 45 fulls. El llibre, una àmplia compilació, és una de les fonts més importants de la literatura medieval irlandesa, la genealogia i la mitologia, que conté molts altres textos com Lebor Gabála Érenn (Llibre de les Invasions), la versió més completa de Táin Bó Cuailnge (Raid del bestiar de Cooley), el Dindshenchas mètric i una traducció adaptació irlandesa del De excidio Troiae Historia, i abans de la seva separació del volum principal, la Martyrology de Tallaght.
L'Institut d'Estudis Avançats de Dublín en publicà una edició diplomàtica en sis volums durant un període de 29 anys.